# Sinagoghe in Italia
In Italia, esistono numerose sinagoghe a testimonianza di una presenza ebraica che risale all'epoca romana.

## Storia della sinagoga in Italia
Le prime sinagoghe in Italia risalgono all'epoca romana. Avevano carattere monumentale e servivano come luogo di culto e centro comunitario per le numerose e fiorenti comunità ebraiche presenti sotto l'Impero romano. L'esempio più notevole preservatosi è quello della sinagoga di Ostia Antica, uno degli esempi migliori di sinagoga ellenistico-romana in Europa. Ad essa si affianca la sinagoga di Bova Marina di cui rimane il bel pavimento a mosaico.
Con l'affermarsi del Cristianesimo come religione ufficiale dell'Impero romano, entrarono in vigore anche tutta una serie di leggi restrittive a regolare la presenza dei luoghi di culto ebraici nei paesi cristiani. Fino al periodo dell'emancipazione nell'Ottocento, le sinagoghe non poterono assumere nuovamente aspetto monumentale. Tale caratteristica si accentuò col tempo anche per motivi di autodifesa. Restano in Italia pochi esempi ancora integri di sinagoghe la cui costruzione preceda l'istituzione dei ghetti, tra cui la sinagoga di Casale Monferrato. A Trani, Cagliari o Messina gli edifici di alcune sinagoghe sono sopravvissuti solo perché trasformate in chiese in seguito ai decreti di espulsione nel XV secolo.
Con l'istituzione dei ghetti, a partire dal XVI secolo, venne anche l'obbligo di locazione della sinagoghe all'interno del ghetto stesso ed il divieto assoluto di alcun segno distintivo all'esterno. Le antiche sinagoghe che vennero a trovarsi nei centri minori o al di fuori del perimetro dei ghetti dovettero essere abbandonate. Nelle sinagoghe di ghetto nulla doveva tradire la loro presenza dall'esterno; per contrasto, gli interni erano riccamente decorati secondo gli stili architettonici in voga all'epoca (barocco, rococò, neoclassico). Nell'area degli antichi ghetti rimangono alcune delle più belle sinagoghe italiane, specialmente in Veneto (Venezia, Padova), in Piemonte (Carmagnola), in Toscana (Siena, Pitigliano), e nelle Marche (Ancona, Pesaro, Senigallia).
Nel clima di libertà seguente all'emancipazione degli ebrei d'Italia a partire dal 1848, fu possibile la costruzione di grandi edifici monumentali. Talora antiche sinagoghe si dotarono di facciate e ingressi monumentali (Asti, Pisa), in altri casi si costruirono grandiosi nuovi edifici nell'area del ghetto (Roma, Vercelli) o nei nuovi quartieri di residenza degli ebrei (Torino, Firenze, Milano).
Nel Novecento comincia ad avvertirsi il problema dell'abbandono di molte sinagoghe dovuto alla spopolamento dei centri minori. Le uniche nuove costruzioni monumentali sono date nel 1912 dalla sinagoga di Trieste (peraltro all'epoca la città faceva parte dell'Impero austro-ungarico e non dell'Italia) e, in epoca fascista, dalla sinagoga di Fiume - oggi in Croazia - (1928) e dalla sinagoga di Genova (1935). Nel 1962 Livorno offre l'unico esempio di sinagoga monumentale costruita in stile moderno dopo la seconda guerra mondiale al posto dell'antico tempio distrutto dai bombardamenti. Negli altri casi dove si erano avuti analoghi ingenti danni (come a Torino, Milano o Bologna) fu in genere preferita un'opera di restauro e ricostruzione.
Considerato il declino demografico della presenza ebraica in Italia il problema maggiore appare oggi quello della tutela e preservazione degli edifici sinagogali. Sembra essersi interrotta la pratica dello smantellamento degli edifici abbandonati (che ha portato al trasferimento in Israele degli arredi e decorazioni di intere sinagoghe, come quelle di Conegliano e Vittorio Veneto, con grave perdita per il patrimonio artistico e culturale italiano). Con una maggiore sensibilità da parte delle autorità nazionali e locali, prevale oggi la tendenza al restauro ed uso per fini comunitari o culturali delle sinagoghe esistenti.

## Sinagoghe abbandonate
In seguito ai frequenti flussi migratori (spesso forzati) degli ebrei in Italia, molte sinagoghe furono abbandonate. Alcune delle più antiche si sono preservate perché trasformate in chiese in seguito ai decreti di espulsione che del XVI secolo interessarono il Meridione ed i territori sotto il controllo dello Stato Pontificio e del Regno di Spagna (è questo il caso delle sinagoghe di Trani, Cagliari, Messina, ecc.); di altre si conserva spesso memoria solo nella toponomastica locale. Altre sinagoghe caddero in disuso per la costruzione dei nuovi edifici di culto in seguito all'emancipazione o per il declino demografico che ha interessato numerose piccole comunità ebraiche del Centro-Nord per motivi economici alla fine dell’ottocento e quindi in maniera più accentuata con la Seconda guerra mondiale e le perdite umane e materiali dell'Olocausto. Molte di queste sinagoghe, una volta cadute in disuso, sono state abbandonate, i loro arredi trasferiti in altre città italiane o in Israele. Spesso l'edificio stesso è stato demolito o destinato ad altro uso. In anni recenti tuttavia diverse sinagoghe sono state restaurate e riaperte al pubblico come musei o centri culturali anche in luoghi dove esse non servano più ad un uso liturgico continuato (Casale Monferrato, Biella, Gorizia, Pitigliano, ecc.).

## Elenco
Di seguito è riportato l'elenco (parziale) delle sinagoghe italiane esistenti divise per regione comprese anche quelle abbandonate o demolite delle quali si abbia traccia o notizia. Per ciascuna di esse viene riportato lo stato attuale così come di seguito elencato: 
- integra: sinagoga completa di decorazioni e arredi;
- dismessa: sinagoga della quale si sia preservata la struttura architettonica ma che sia priva dei suoi arredi e serva oggi ad altra funzione;
- smantellata: sinagoga di cui si sia preservato l'edificio o la facciata, ma la cui sala sia stata irrimediabilmente compromessa nella sua struttura originaria;
- scomparsa: sinagoga della quale si sia persa ogni traccia architettonica;
- resti archeologici: presenza di un'antica sinagoga rinvenuta attraverso campagne di scavo.

### Calabria
- Sinagoga Ner Tamid del Sud, aperta al culto
- Sinagoga di Bova Marina, resti archeologici
- Sinagoga di Cosenza, scomparsa
- Sinagoga di Reggio Calabria, scomparsa

### Campania
- Sinagoga di Napoli, aperta al culto
- Sinagoga di Benevento, scomparsa
- Sinagoga di Salerno, scomparsa

### Emilia-Romagna
- Sinagoga di Bologna, integra
- Sinagoghe e museo ebraico di Ferrara, integre
- Sinagoga di Modena, integra
- Sinagoga di Parma, integra
- Sinagoga di Soragna, integra
- Sinagoga di Carpi, dismessa, restaurata, ora sede della Fondazione ex Campo di Fossoli (gli arredi sono in parte alla sinagoga di Modena, in parte in Israele)
- Sinagoga di Reggio Emilia, dismessa, restaurata, ora Centro culturale (gli arredi sono in Israele a Haifa)
- Sinagoga di Cortemaggiore, dismessa, in abbandono, ora deposito (gli arredi sono in parte alla sinagoga di Soragna, in parte in Israele)
- Sinagoga di Busseto, smantellata
- Sinagoga di Cento, smantellata
- Sinagoga di Finale Emilia, smantellata
- Sinagoga di Fiorenzuola d'Arda, smantellata, è stata ricostruita nella sala adiacente della Sinagoga centrale di Milano
- Sinagoga di Monticelli d'Ongina, smantellata
- Sinagoga di Scandiano, smantellata
- Sinagoga di Piacenza, scomparsa
- Sinagoga di Ravenna, scomparsa
- Sinagoga di Cesena, scomparsa

### Friuli-Venezia Giulia
- Sinagoga di Gorizia, integra
- Sinagoga di Gradisca, scomparsa
- Sinagoga di Ontagnano, dismessa, in restauro
- Sinagoga di San Daniele del Friuli, del 1700, dismessa, gli arredi sono ora nella sinagoga italiana a Gerusalemme
- Sinagoga di Trieste, Scuola Piccola, del 1800, dismessa, gli arredi sono tempio centrale di Tel Aviv
- Sinagoga di Trieste, aperta al culto
- Sinagoga di Opicina, smantellata ubicazione incerta
- Sinagoga di Udine, smantellata

### Lazio
- Tempio Maggiore di Roma, aperta al culto
- Oratorio Di Castro, aperto al culto (via Cesare Balbo)
- Tempio dei giovani, aperta al culto
- Tempio Beth Shalom, aperta al culto
- Tempio Agudat Ashkenazi, aperta al culto
- Tempio Beth El, aperta al culto
- Tempio Beth Michal, aperta al culto
- Tempio Or Yehuda, rito tripolino situata nel quartiere africano, aperta al culto
- Tempio Shirat haYam, aperta al culto
- Tempio Spagnolo, aperta al culto
- Tempio Chabad Monteverde, aperta al culto
- Sinagoga Vecchia di Trastevere, integra
- Tempio delle cinque scole, smantellata
- Sinagoga di Ostia Antica, resti archeologici
- Sinagoga di Campagnano, smantellata
- Sinagoga di Sermoneta, smantellata
- Sinagoga di Tivoli, smantellata
- Sinagoga di Velletri, smantellata
- Sinagoga di Fondi, dismessa

### Liguria
- Sinagoga di Genova, integra

### Lombardia

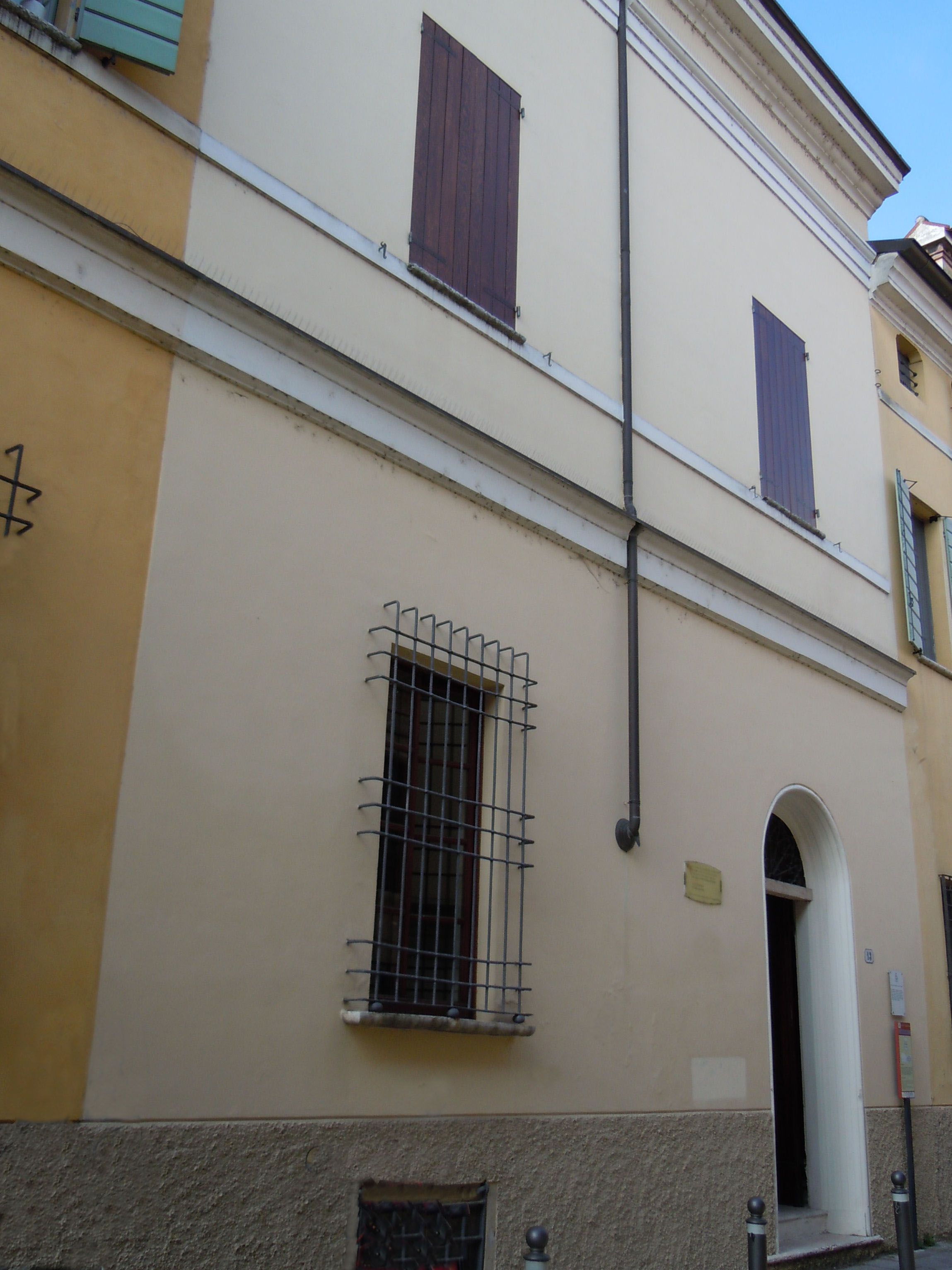
Sinagoga Norsa Torrazzo a Mantova.

- Sinagoga Norsa Torrazzo (Mantova), integra
- Sinagoghe del ghetto di Mantova, scomparse (gli arredi di quattro delle sei sinagoghe si sono conservati: quelli della sinagoga Norsa Torrazzo nell'edificio ricostruito a Mantova; quelli delle altre tre in Israele)
- Sinagoga di Mantova, Scuola Grande, del 1635, dismessa, l'Aron è stato ricostruito nella sala centrale della Jeshivat Ponovez a Bnei Berak
- Sinagoga di Mantova, del fine 700, dismessa, l'Aron è ora nell'oratorio del liceo Maale' a Gerusalemme
- Sinagoga di Mantova, Scuola Cases, rito spagnolo, del 1800, dismessa, l'Aron è stato ricostruito nella sala Dor Ledor, del Heichal Shlomo a Gerusalemme
- Sinagoga di Mantova, del 1795, dismessa, l'Aron è ora al tempio Bet Jeshajau a Tel Aviv
- Sinagoga di Sermide, del 1543, smantellata, riadattata ad abitazione l'Aron è stato ricostruito nel tempio italiano a Gerusalemme e gli arredi sono in parte alla Sinagoga centrale di Milano
- Sinagoga centrale di Milano, del 1892, funzionante, distrutta nella guerra ricostruita 1947, restaurata e portata al suo aspetto originale nel 1994
- Sinagoga di Sabbioneta, integra
- Sinagoga di Ostiano, dismessa e diroccata, dal 2008 di proprietà del Comune che ne ha avviato il restauro
- Sinagoga di Pomponesco, dismessa, ora usata come deposito di un bar
- Sinagoga di Rivarolo Mantovano, dismessa, ora Circolo culturale
- Sinagoga di Viadana, dismessa, ora proprietà privata, occasionalmente usata per eventi culturali
- Sinagoga di Bozzolo, smantellata, riadattata a abitazione privata (gli arredi sono in Israele)
- Sinagoga di Castel Goffredo, scomparsa nel 2010 per abbattimento dell'edificio che la custodiva

### Marche
- Sinagoghe di Ancona[1], aperte al culto
- Sinagoga di Cagli[2], smantellata o riutilizzata
- Sinagoghe di Fano[3], smantellate o riutilizzate
- Sinagoga di Pergola[4], integra
- Sinagoga di Pesaro[5], integra ed un'altra smantellata
- Sinagoga di Senigallia[6], integra
- Sinagoga di Urbino[7], integra ed un'altra smantellata

### Piemonte

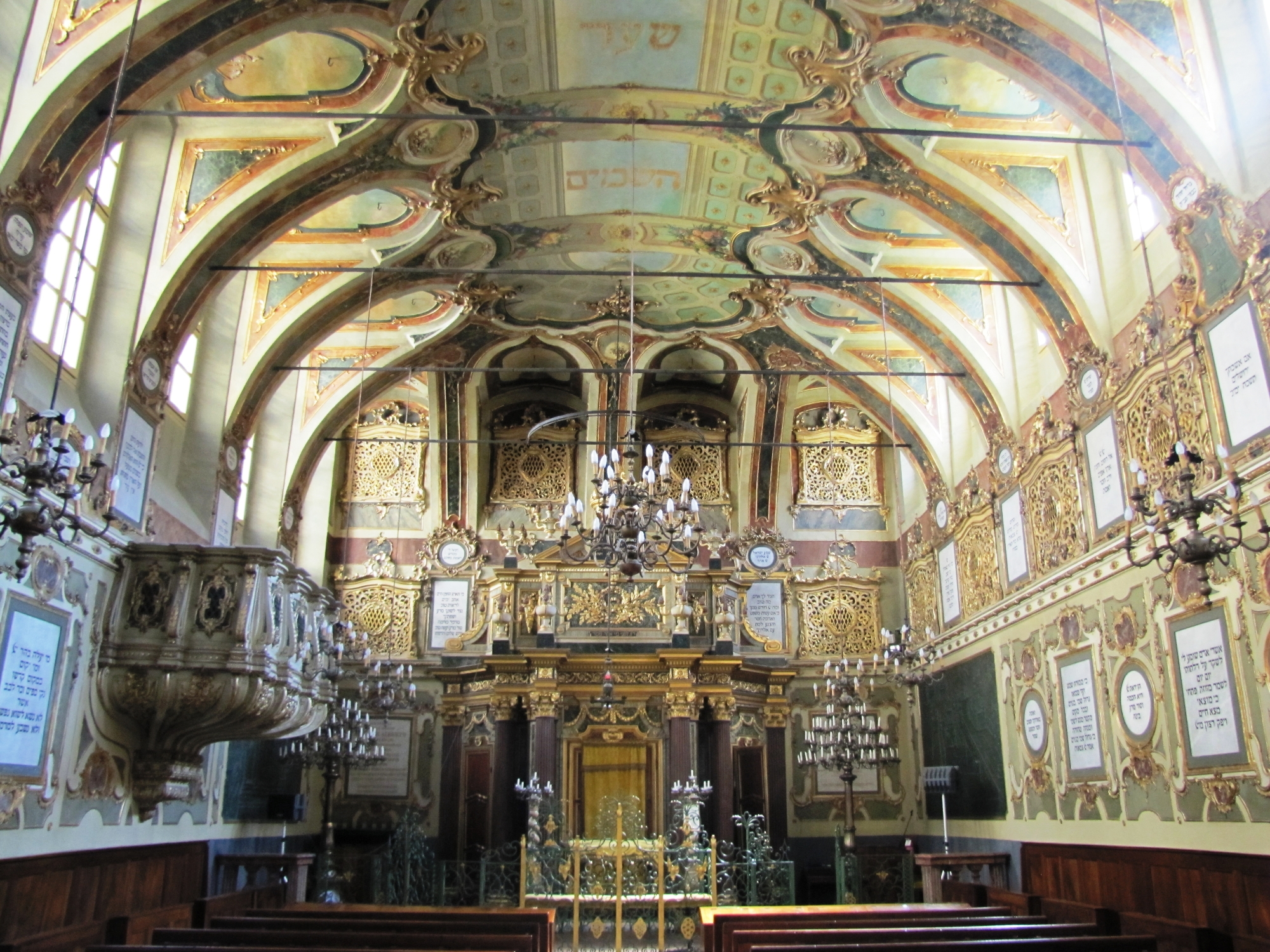
Sinagoga di Casale Monferrato

- Sinagoga di Alessandria, del 1871, integra (l'arca originaria, distrutta nei saccheggi della seconda guerra mondiale, è stata sostituita con quella della sinagoga di Nizza Monferrato)
- Sinagoga di Asti, integra
- Sinagoga di Biella, del 1723, integra
- Sinagoga di Carmagnola, del 1724, integra
- Sinagoga di Casale Monferrato, del 1595, integra
- Sinagoga di Cherasco, del 1730, integra
- Sinagoga di Cuneo, del 1611,  integra
- Sinagoga di Ivrea, del 1875, integra
- Sinagoga di Mondovì, del 1750, integra
- Sinagoga di Saluzzo, del fine 700, integra
- Sinagoga di Torino, integra
- Sinagoga di Vercelli, integra
- Sinagoga di Moncalvo, dismessa, ora deposito (gli arredi sono in Israele)
- Sinagoga di Savigliano, dismessa, ora tipografia
- Mole Antonelliana (Torino), mai attiva, ora Museo nazionale del Cinema
- Sinagoga di Trino, dismessa, ora Circolo ricreativo per ragazzi (ricostruita fedelmente con i suoi arredi originari in una sala dell'Eretz Museum di Tel Aviv)
- Sinagoga di Acqui Terme, smantellata
- Sinagoga di Nizza Monferrato, smantellata (gli arredi sono alla sinagoga di Alessandria)
- Sinagoga di Chieri, dismessa (gli arredi sono nel tempietto sotterraneo della Sinagoga di Torino)
- Sinagoga di Fossano, scomparsa (gli arredi, trasferiti nella Sinagoga di Torino, sono andati distrutti durante la seconda guerra mondiale)

### Puglia
- Sinagoga di San Severo (FG), soppressa, in parziale abbandono.
- Sinagoga Scolanova di Trani, convertita in chiesa di Santa Maria di Scolanova, riconvertita in sinagoga nel 2005
- Sinagoga San Nicandro Garganico aperta al culto
- Sinagoga Grande di Trani, convertita in chiesa di Sant'Anna e oggi sezione ebraica del museo diocesano di Trani.
- Sinagoga di Bari, scomparsa
- Sinagoga di Oria, scomparsa
- Sinagoga di Otranto, scomparsa
- Sinagoga di Lecce, distrutta, al suo posto è stata costruita la Basilica Santa Croce. Resta a testimonianza parte del Mikveh nel piccolo museo ebraico accanto alla basilica.
- Sinagoga di Soleto, scomparsa
- Sinagoga di Sternatia, scomparsa

### Sardegna
- Sinagoga di Alghero, soppressa nel 1492 e sostituita dalla Chiesa di Santa Croce
- Sinagoga di Cagliari, soppressa nel 1492 e sostituita dalla Basilica di Santa Croce
- Sinagoga di Oristano, ex convento degli Scolopi, oggi aula consiliare
- Sinagoga di Sassari, fondata nel 1383 e soppressa nel 1492, secondo alcune fonti la struttura venne inglobata nell'Ospedale di Santa Croce, istituito alla fine del XV secolo.

### Sicilia
- Sinagoga di Catania, convertita nella chiesa dei SS. Cosma e Damiano
- Sinagoga di Messina (convertita in chiesa)
- Sinagoga di Palermo oratorio di Santa Maria del Sabato, convertita in sinagoga e presto aperta al pubblico[8]
- Sinagoga di Siracusa, convertita nella chiesa di Sant'Antonio
- Sinagoga di Bivona, scomparsa
- Sinagoga di Caltagirone, scomparsa
- Sinagoga di Savoca, ruderi

### Toscana
- Sinagoga di Firenze, aperta al culto
- Sinagoga di Livorno, aperta al culto
- Sinagoga di Pisa, aperta al culto
- Sinagoga di Pitigliano, aperta al culto
- Sinagoga di Siena, integra
- Sinagoga di Sorano, dismessa, ora centro culturale
- Sinagoghe di via delle Oche (Firenze), smantellate (gli arredi, provenienti dalla sinagoghe del ghetto di Firenze, sono oggi in Israele)
- Sinagoga di Monte San Savino, smantellata
- Sinagoga di via dei Ramaglianti (Firenze), scomparsa
- Sinagoghe del Ghetto di Firenze, scomparse (gli arredi, trasferiti in un primo tempo nelle sinagoghe di via delle Oche, sono oggi in Israele)
- Sinagoga di Viareggio, integra, 1955 (sita in Vicolo degli Oleandri, successiva alla sinagoga e scuola ebraica di Via Fratti, oggi scomparse)

### Trentino-Alto Adige
- Sinagoga di Merano, integra
- Sinagoga di Trento, dismessa, ora Cappella di Palazzo Salvatori

### Umbria
- Sinagoga di Foligno, scomparsa e non individuata
- Sinagoga di Perugia, ripristinata, si trova in via Pozzo Campana
- Sinagoga di Spoleto, smantellata

### Veneto
- Sinagoga di Mestre, integra

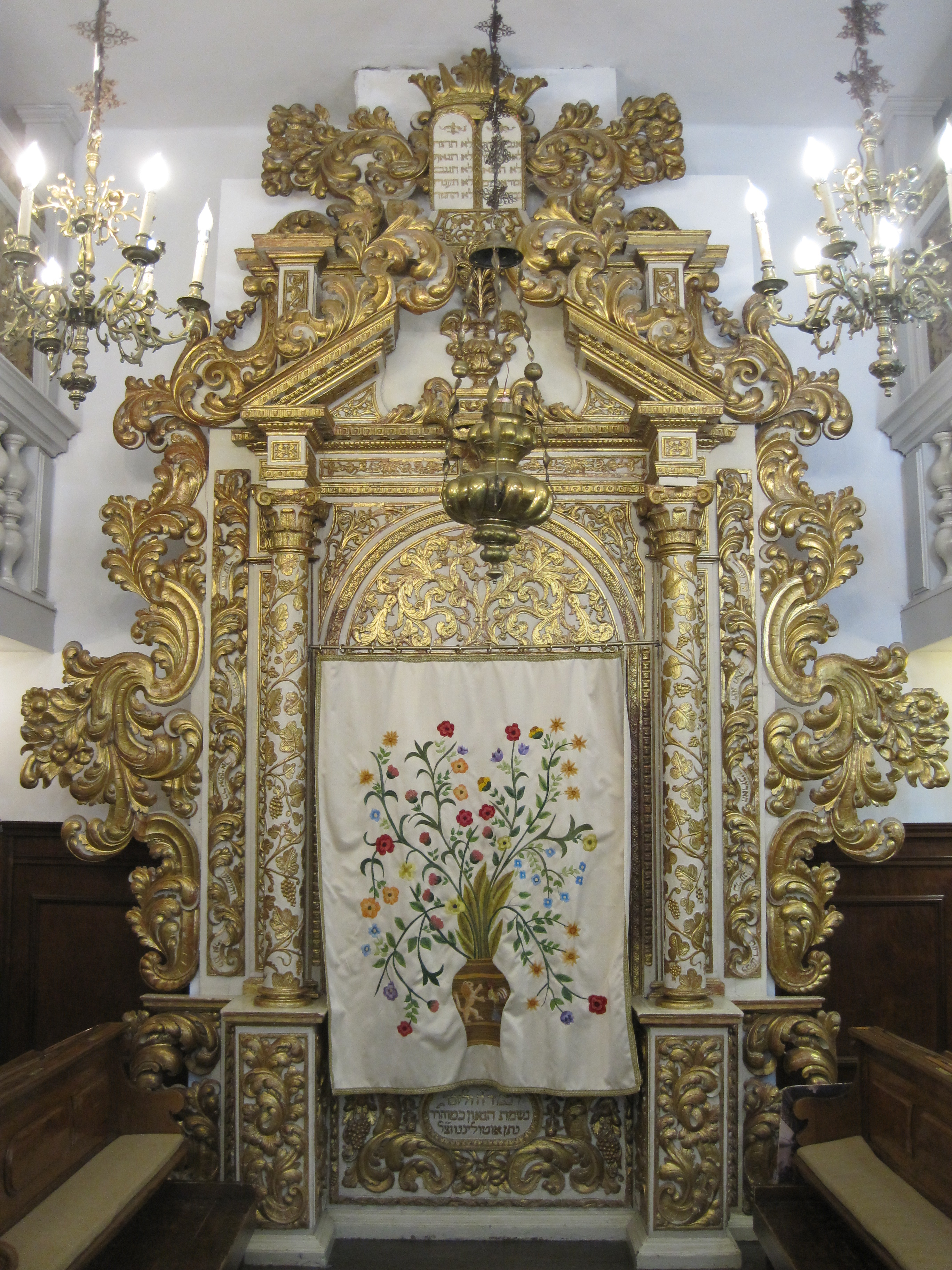
Arca della sinagoga di Conegliano

- Sinagoga di Padova di rito italiano, integra
- Sinagoga di Padova di rito haskenazita, del 1682 oggi (museo ebraico) L'Aron è al tempio Jad Eliahu a Tel Aviv
- Sinagoga di Padova di rito spagnolo, del 1729, dismessa, ora un appartamento privato, sono stati ricostruiti nel tempio Hechal Shelomo a Gerusalemme
- Scuola Grande Tedesca, a Venezia, integra
- Scuola Canton, a Venezia, rito haskenazita, integra
- Scola Italiana, a Venezia, rito italiano, integra.
- Scola Levantina, a Venezia, rito spagnolo, integra
- Scola Ponentina,  a Venezia, integra
- Sinagoga di Verona, del 1864, integra
- Sinagoga di Rovigo, del 1858, dismessa, oggi di proprietà privata (gli arredi sono alla sinagoga di Padova)
- Sinagoga di Vittorio Veneto, dismessa, la sinagoga è stata ricostruita interamente a Gerusalemme, in una sala del museo di Israele
- Sinagoga di Conegliano, del 1700, dismessa, gli arredi e l'Aron sono stati portati al tempio italiano di Gerusalemme
- Sinagoga di Treviso, scomparsa
- Sinagoga di Portobuffolé (Treviso) trasformata in chiesa cattolica